# Plaine de la Mina
La plaine de la Mina ou Plaine de Relizane est une plaine agricole d'Algérie située dans la wilaya de Relizane au Nord-Ouest du pays.

## Toponymie
Le nom de la plaine vient de l'oued Mina une rivière qui descend du massif de l'Ouarsenis dans la région de Tiaret pour se jeter dans la vallée de l'Oued Chelif qu'elle rejoint près de Relizane.

## Géographie
La plaine de la Mina est située dans la continuité du bassin de l'Oued Chelif à son extrême ouest comme une poche contiguë de la plaine du Bas-Chelif. Elle en est séparée au nord-est par la saline et le plateau de la Sebkha de Benziane d'une dimension de 1 600 hectares.
Elle est séparée à l'ouest de la plaine de la Macta-Habra par le bombement de Yellel et circonscrite au nord par le djebel Belassel, au sud et au sud ouest par les contreforts, de l'Ouarsenis et des monts des Beni-Chougrane.
Elle se caractérise par un climat nettement semi‐aride avec une pluviométrie annuelle moyenne de 350 mm/an. Elle est située à une altitude moyenne de 60 m.
La plaine de la Mina couvre 6 communes de la wilaya de Relizane pour une superficie approximative de 340 km2 soit près de7 % de la superficie de la wilaya. Les communes concernées sont : Yellel, El Matmar, Relizane, Belassel, Zemmora, Oued El Djemaa.